# 碧頭駅
碧頭駅（へきとうえき）は、中華人民共和国深圳市宝安区に位置する深圳地下鉄11号線の駅。

## 駅構造

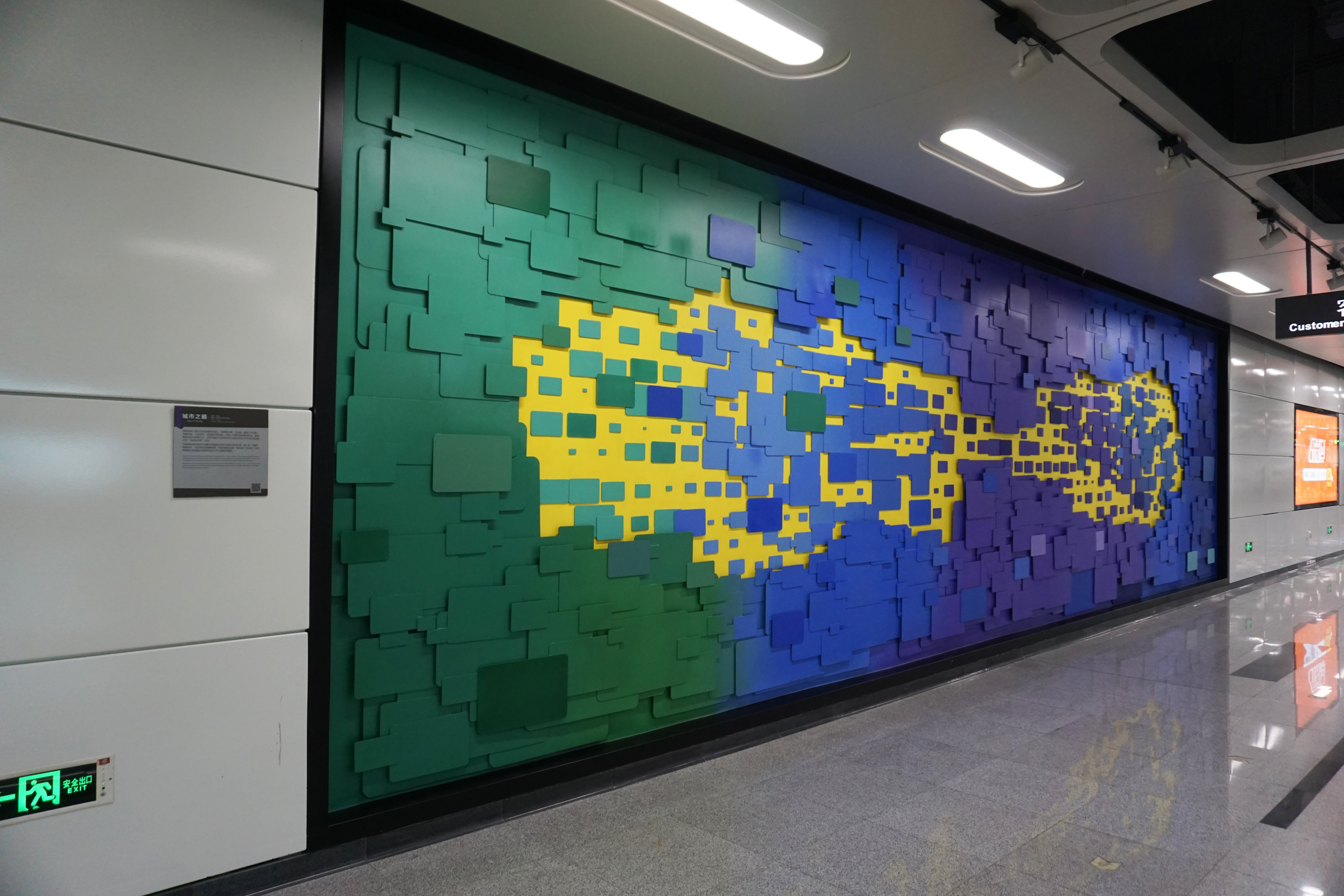

島式ホーム1面2線の地下駅。